# Katja Bornschein
Katja Bornschein (* 16. März 1972 in Jugenheim) ist eine ehemalige deutsche Fußballspielerin.

## Karriere

### Vereine
Bornschein begann ihre Karriere 1977 beim SV St. Stephan Griesheim. Sie wechselte 1983 zur TuS Griesheim, spielte ab 1986 beim FCA Darmstadt, ehe sie 1988 zum FSV Frankfurt wechselte und dort ihre ersten beiden Pokalsiege feiern konnte. Am 2. September 1990 um 11:05 Uhr schoss sie gegen den TuS Binzen das erste Tor der Frauen-Bundesliga. Sie erinnerte sich später daran, dass ihr die Bedeutung dieses Tores erst nach dem Spiel bewusst wurde, als sie von einer Reporterin darauf angesprochen wurde. In der Saison 1993/94 folgte ein einjähriges Gastspiel bei der SG Praunheim, danach ging es zurück zum FSV und zum ersten Double 1995, der Pokaltitelverteidigung 1996 und dem erneuten Gewinn der Meisterschaft 1998.
Im Jahr 1999 wechselte Bornschein zum SC Freiburg, stieg mit diesem 2001 in die Frauenbundesliga auf, und war dort bis in die Saison 2007/2008 aktiv. Im letzten aktiven Jahr übernahm sie bereits die Koordination der Juniorinnenmannschaften, im Sommer 2008 wurde sie von den Bundesligisten neben Karin Danner (FC Bayern München) zur Ligavertreterin der Frauenbundesliga gewählt.

### Nationalmannschaft
Am 30. Juni 1991 debütierte Bornschein als Nationalspielerin in Lüdenscheid gegen China, ihren zweiten Einsatz hatte sie im EM-Finale gegen Norwegen, das die deutsche Auswahl in der Verlängerung für sich entscheiden konnte. Bornschein beschrieb ihre Anfangszeit im Nationalteam als herausfordernd, da sie sehr schüchtern war. Sie war besonders stolz auf ihr zweites Länderspiel, das zugleich das Finale der Europameisterschaft 1991 war: „Da die Nationalhymne zu hören und zu wissen, die wird jetzt gespielt, weil ich hier Fußball spiele, hat mich wahnsinnig stolz gemacht.“
Bis 1997 kam sie insgesamt 37 Mal zum Einsatz und erzielte dabei zwei Tore (28. Juni 1996 gegen Island, 27. August 1996 in den Niederlanden). Ihr letztes Länderspiel bestritt sie am 20. März 1997 ebenfalls gegen China.

## Erfolge

### Nationalmannschaft
- Europameister 1991

### FSV Frankfurt
- Deutscher Meister 1995, 1998
- DFB-Pokal-Sieger 1990, 1992, 1995, 1996

### SC Freiburg
- Aufstieg in die Bundesliga 2001

## Auszeichnungen
- Silbernes Lorbeerblatt (verliehen am 23. September 1997)